# Afrotyphlops anomalus
Afrotyphlops anomalus är en ormart som beskrevs av Bocage 1873. Afrotyphlops anomalus ingår i släktet Afrotyphlops och familjen maskormar. Inga underarter finns listade i Catalogue of Life.
Arten förekommer i sydöstra Angola. Honor lägger ägg.